# Bordeaux
Bordeaux este un oraș în sud-vestul Franței, prefectura departamentului Gironde și capitala regiunii Noua Aquitania.
Orașul este traversat de fluviul Garonne.
Centrul istoric vechi al orașului Bordeaux a fost înscris în anul 2005 pe lista patrimoniului cultural mondial UNESCO.
Orașul este cunoscut în lume pentru vinurile de Bordeaux și pentru podgoriile din împrejurimi, în special din secolul XVIII, care a fost o veritabila eră de aur pentru acest oraș. 
Aria urbană Bordeaux are 1 515 769 locuitori în 2021, fiind a cincea arie urbană din Franța. 
Bordeaux Metropola este metropola franceza, situată în departamentul Gironde, Regiunea Nouvelle-Aquitaine. Este a doua metropolă franceză de drept comun care regrupează 26 de localități, numită Comunitatea Urbanî Bordeaux (CUB).

## Istorie

Bordeaux
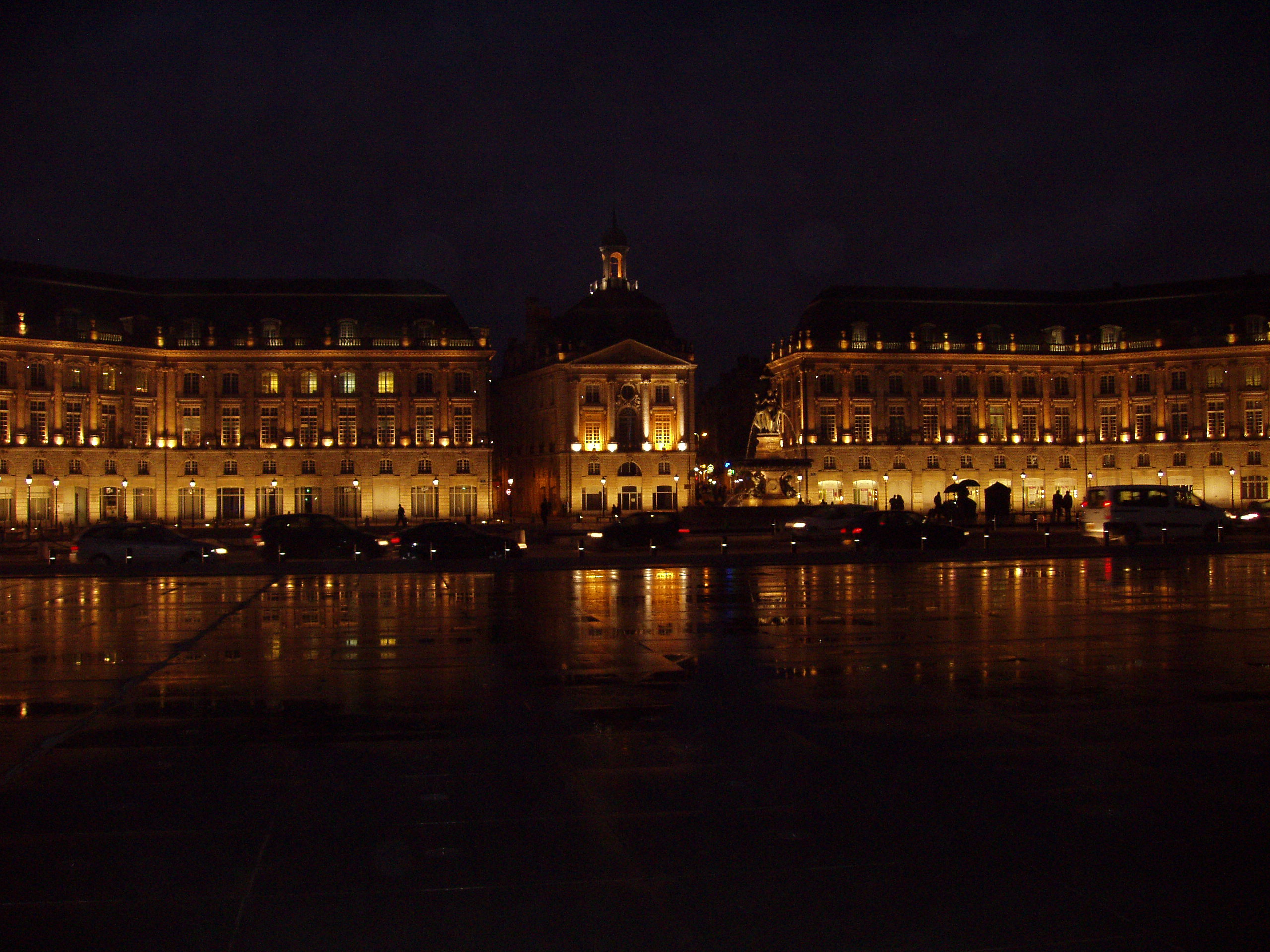
La place de la Bourse et le miroir d'eau.
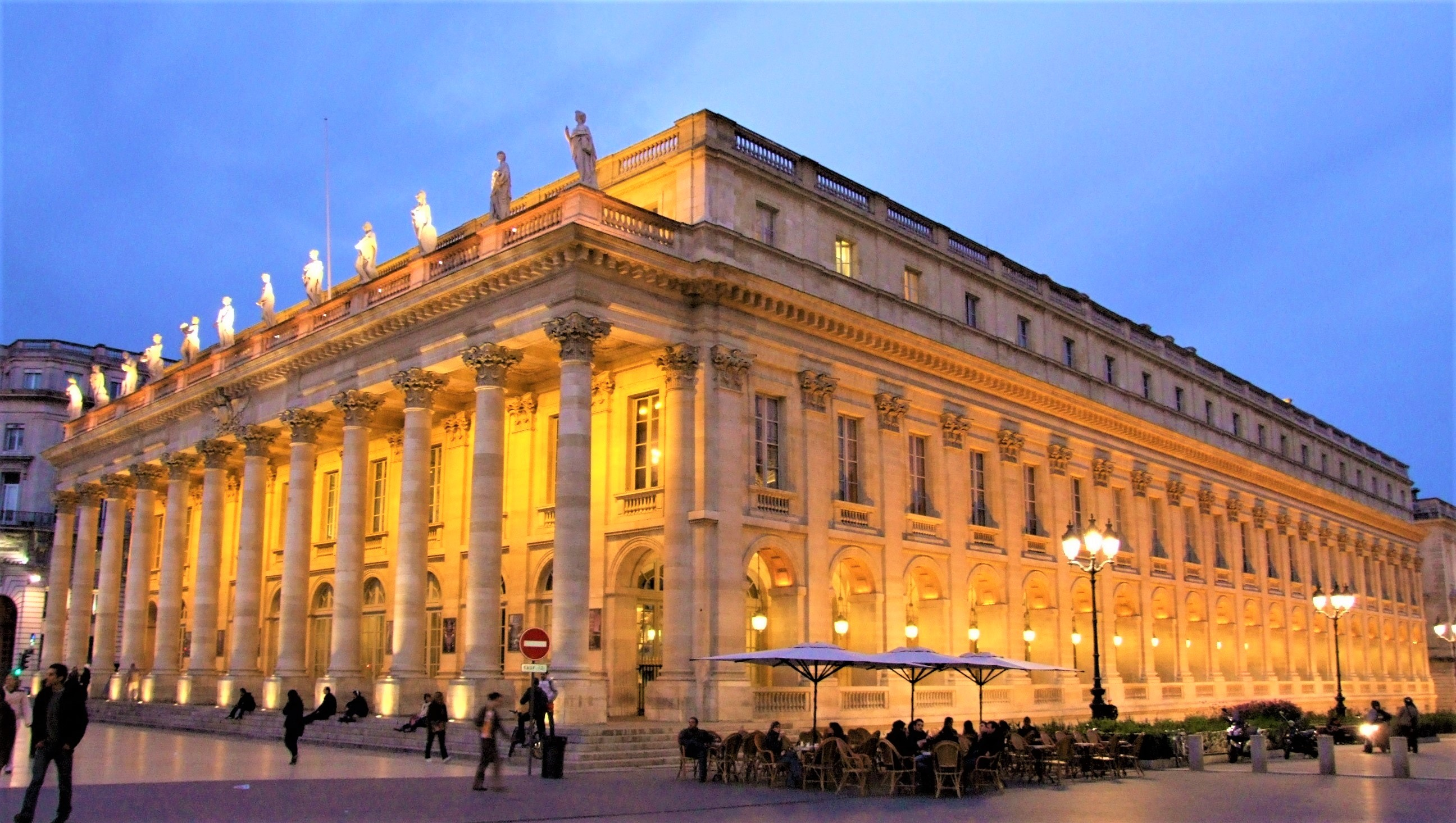
Le Grand-Théâtre, utilisé par l'Opéra national de Bordeaux.
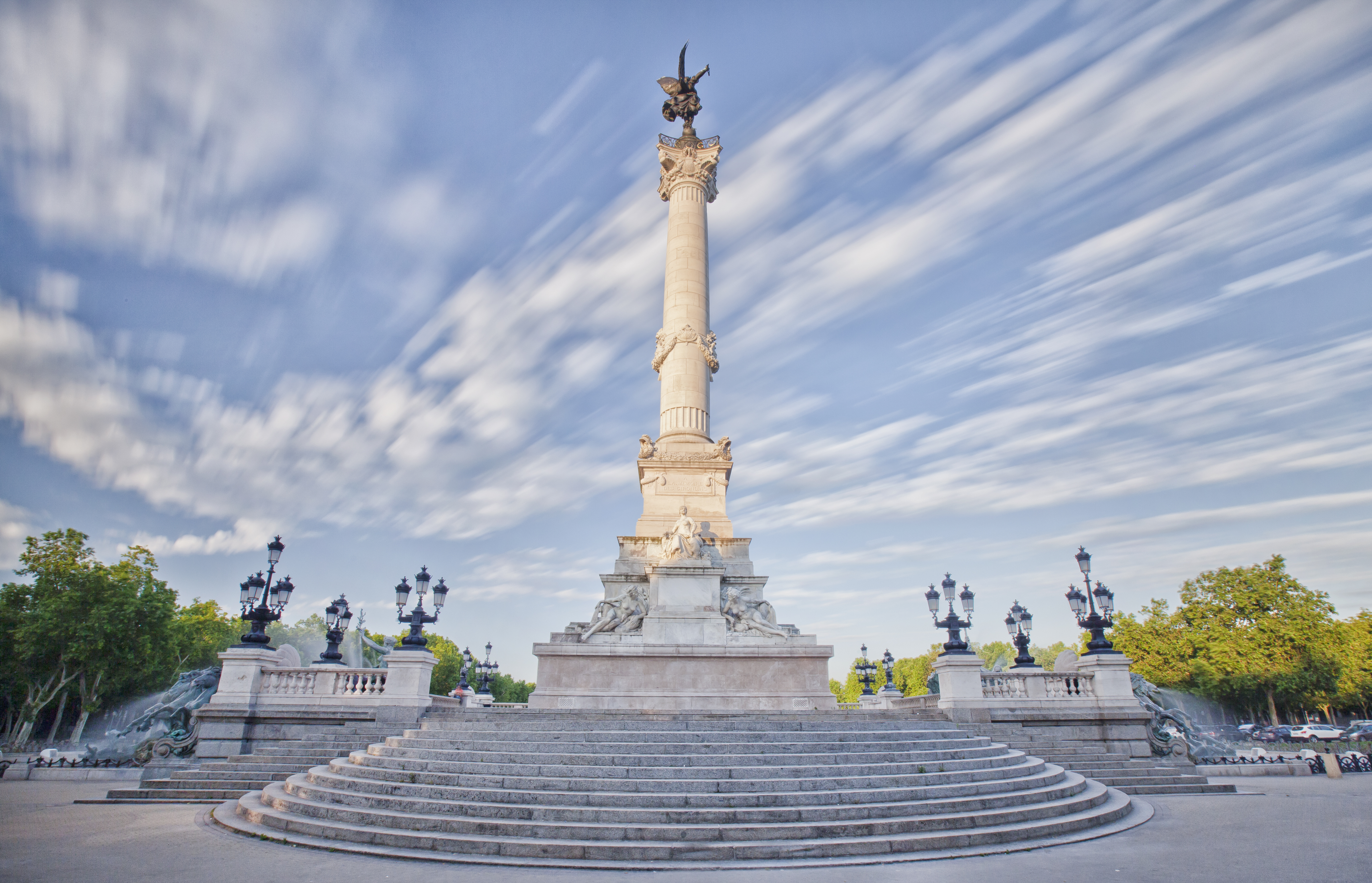
Le monument aux Girondins situé place des Quinconces.
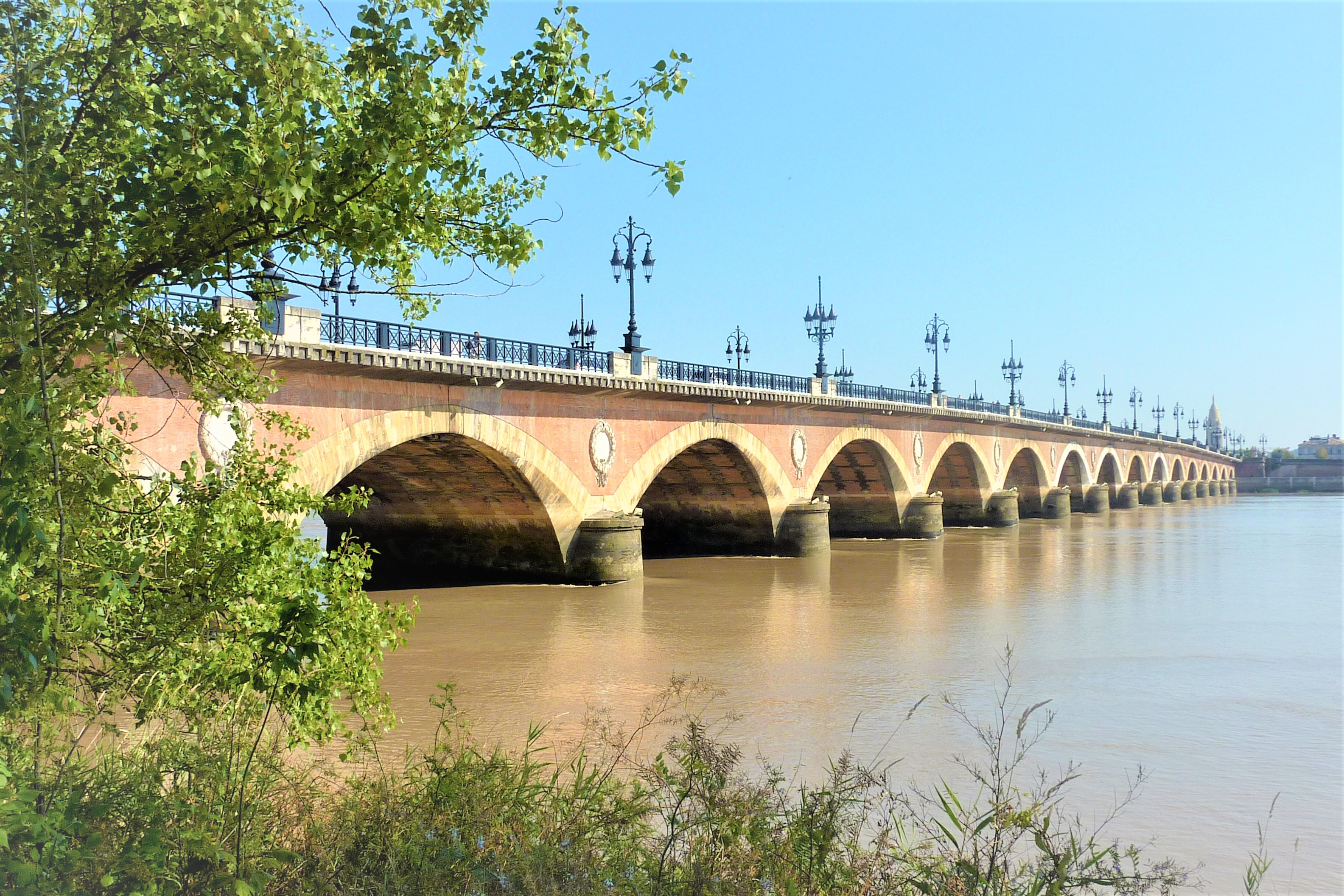
Le pont de pierre, vu depuis la rive gauche de la ville.
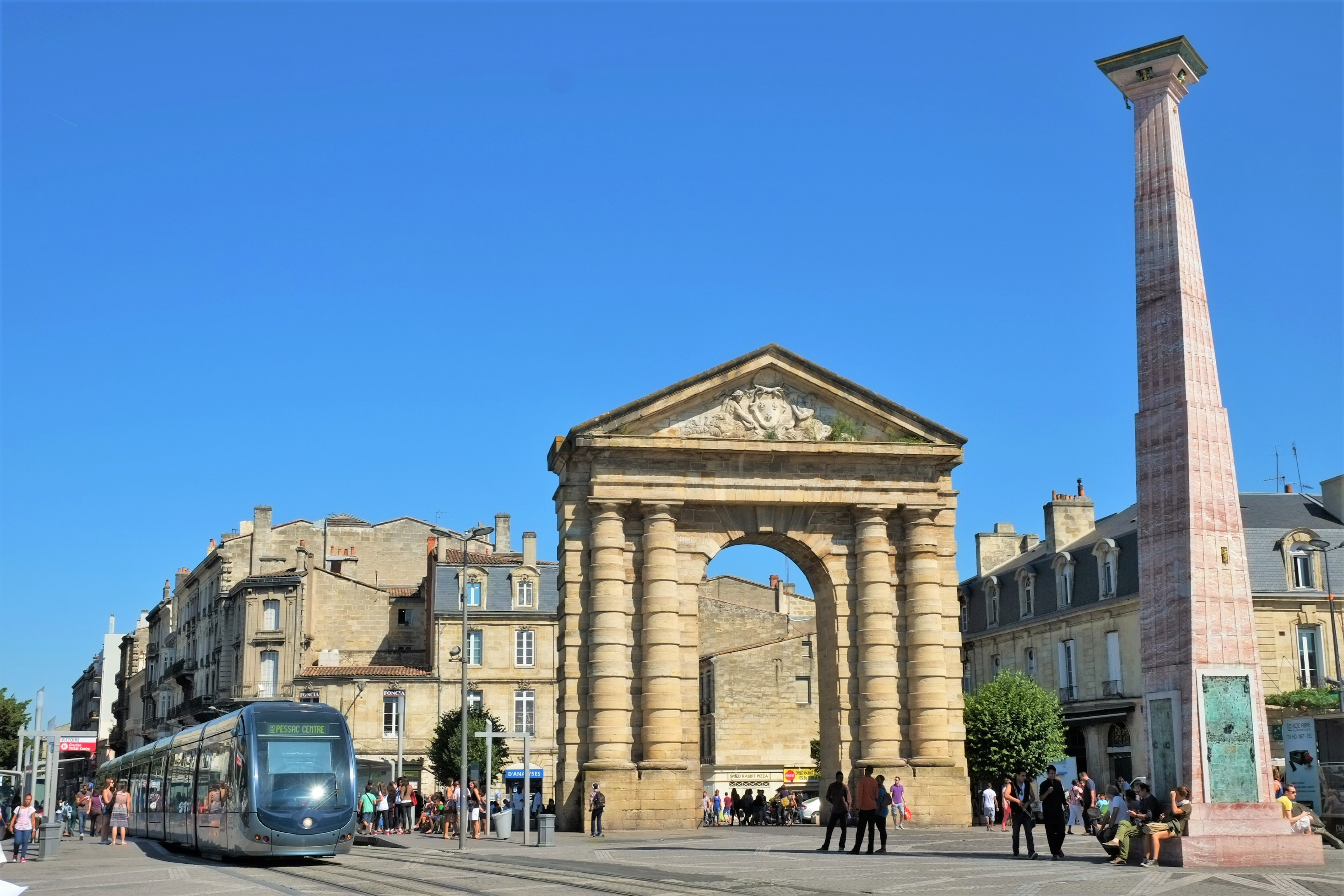
La porte d'Aquitaine et l'obélisque d'Ivan Theimer, situés sur la place de la Victoire.
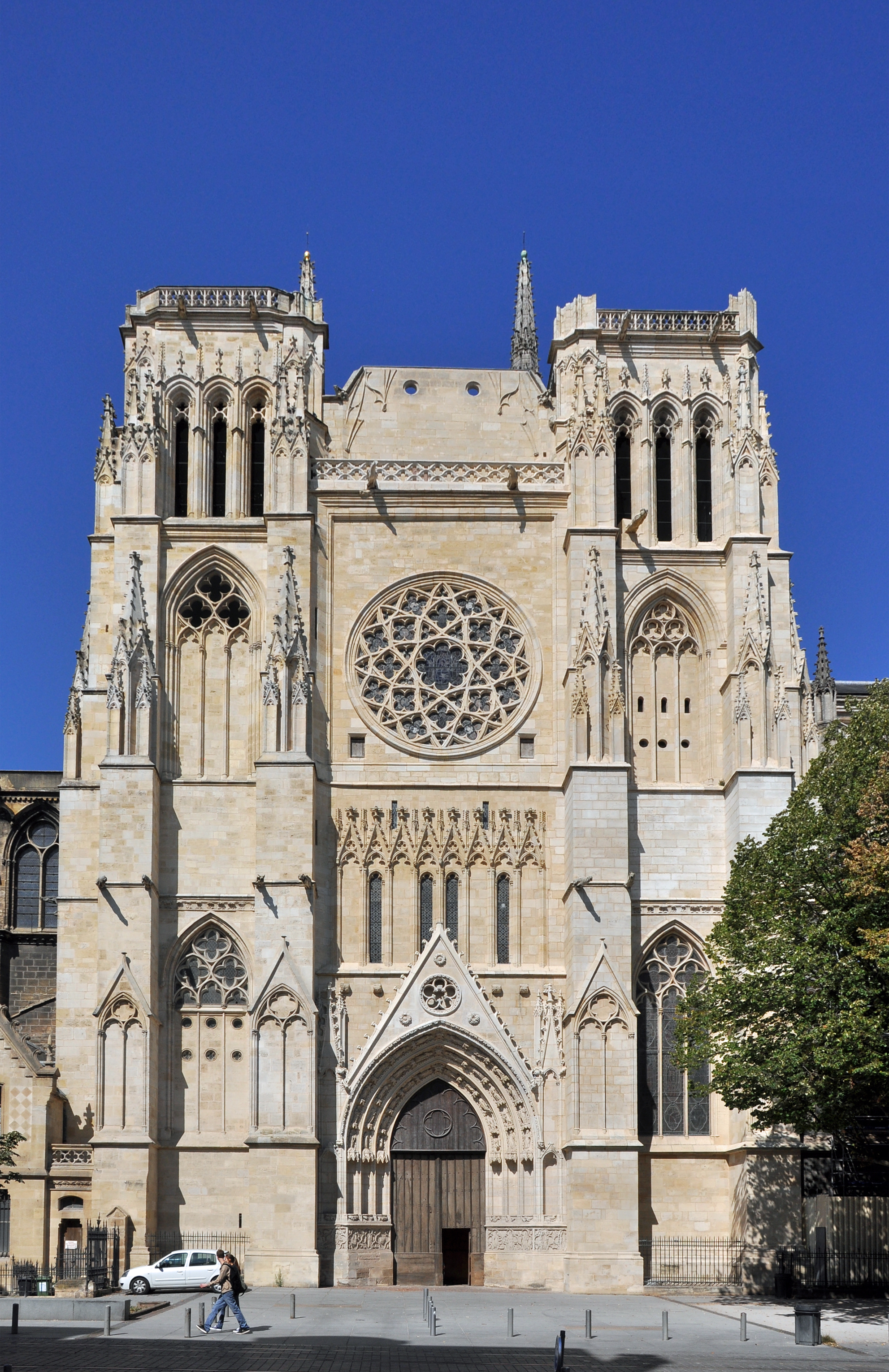
La cathédrale.
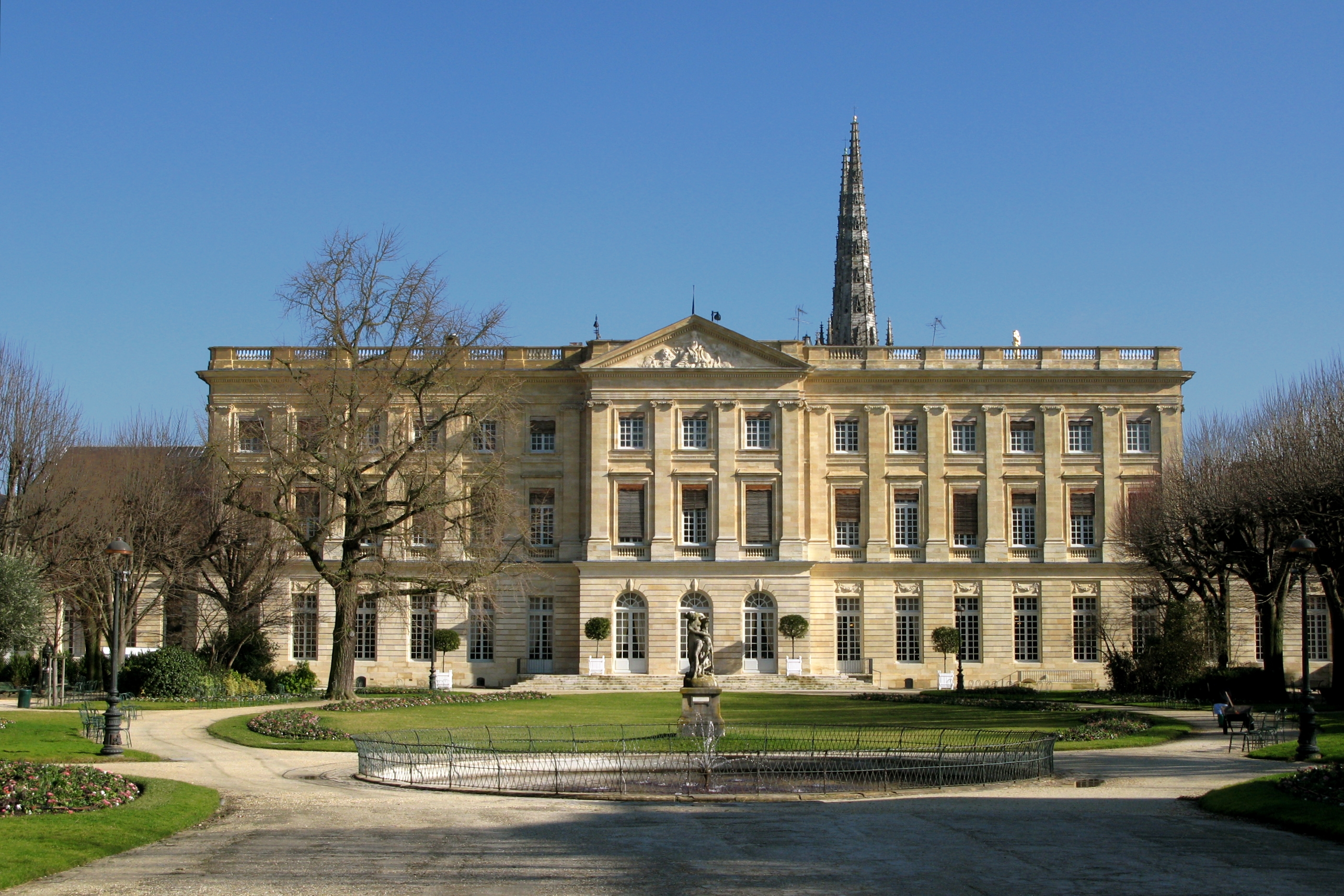
Le palais Rohan, siège de l'hôtel de ville.
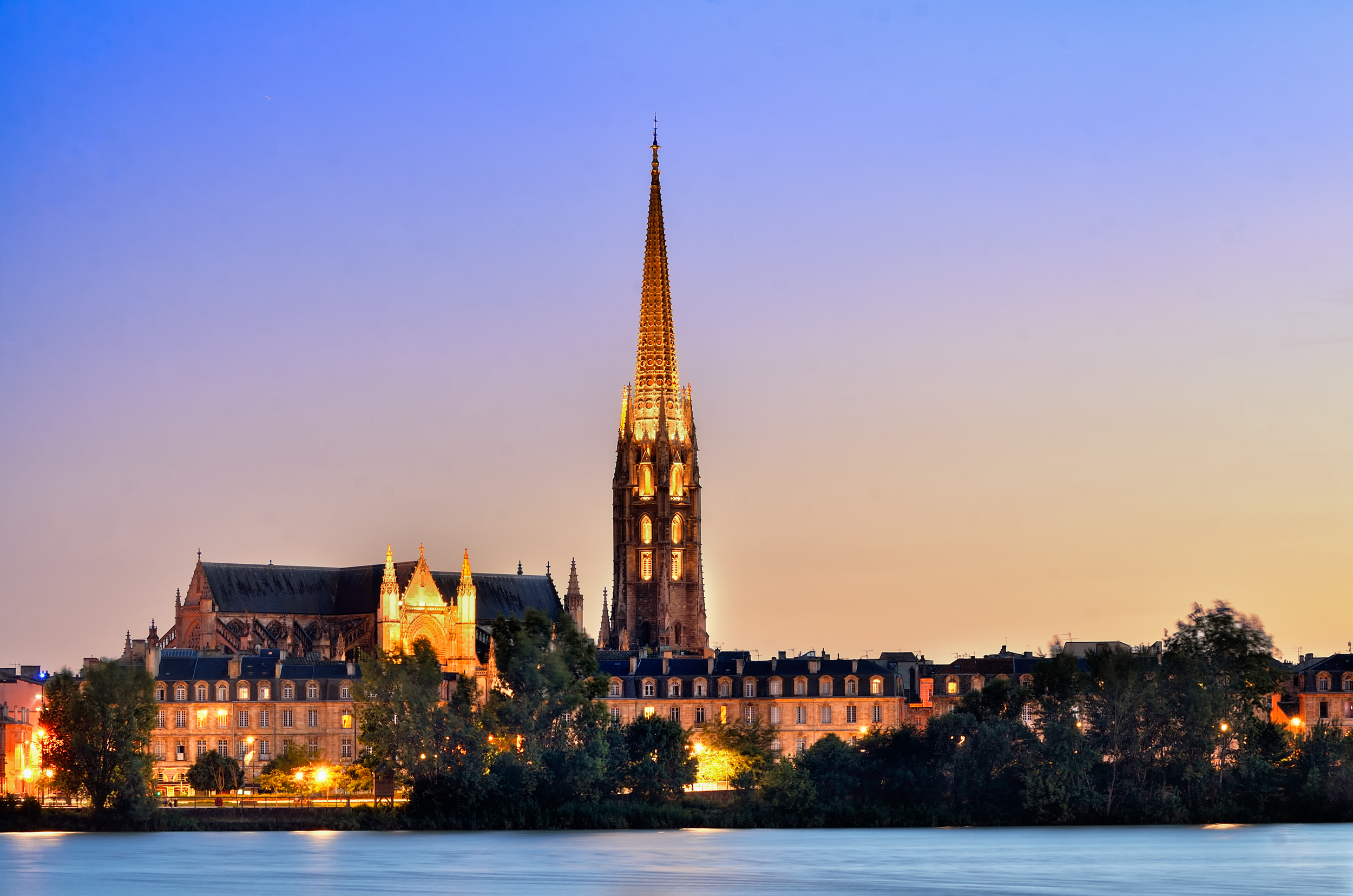
La basilique Saint-Michel.
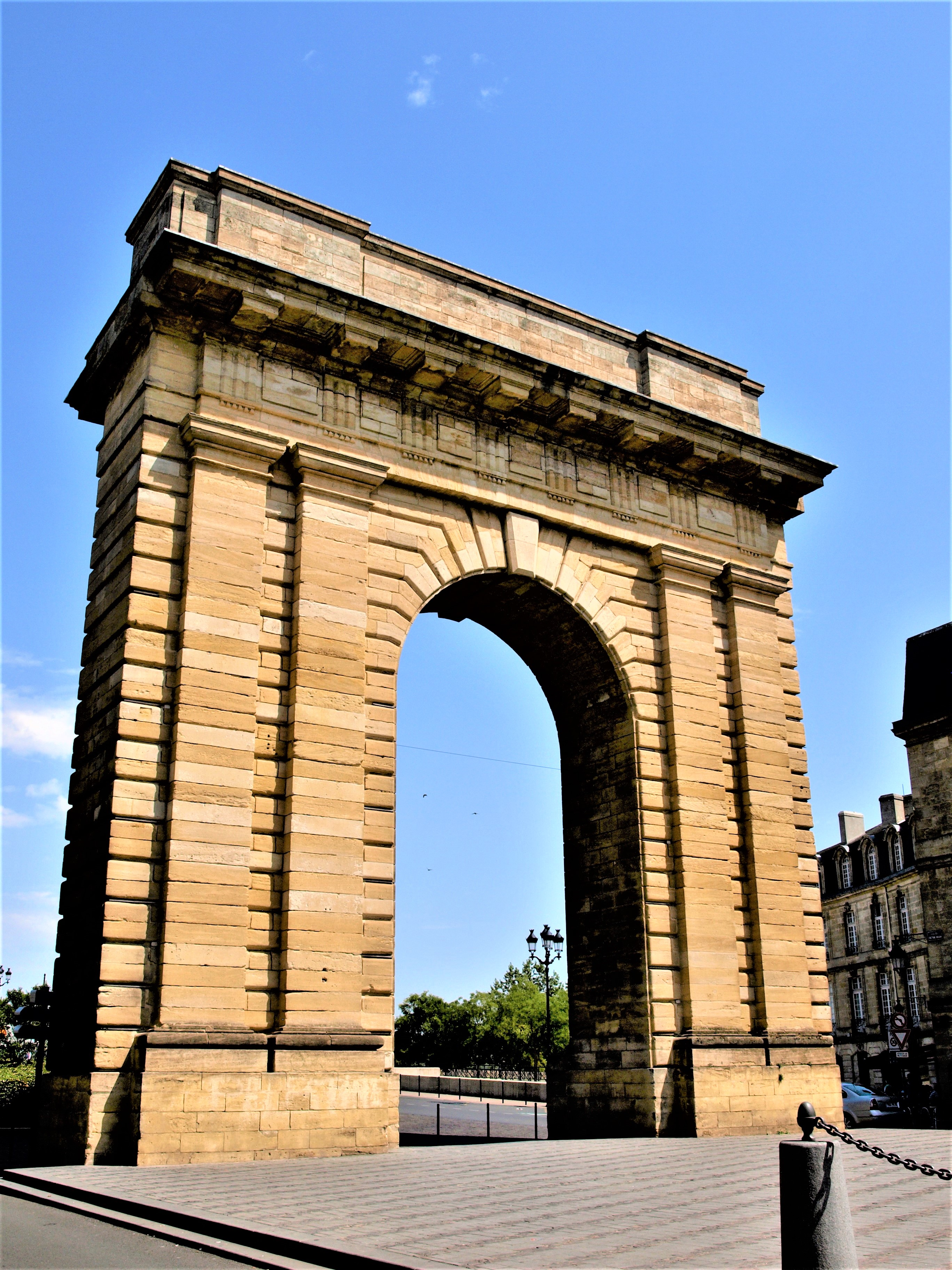
La porte de Bourgogne.
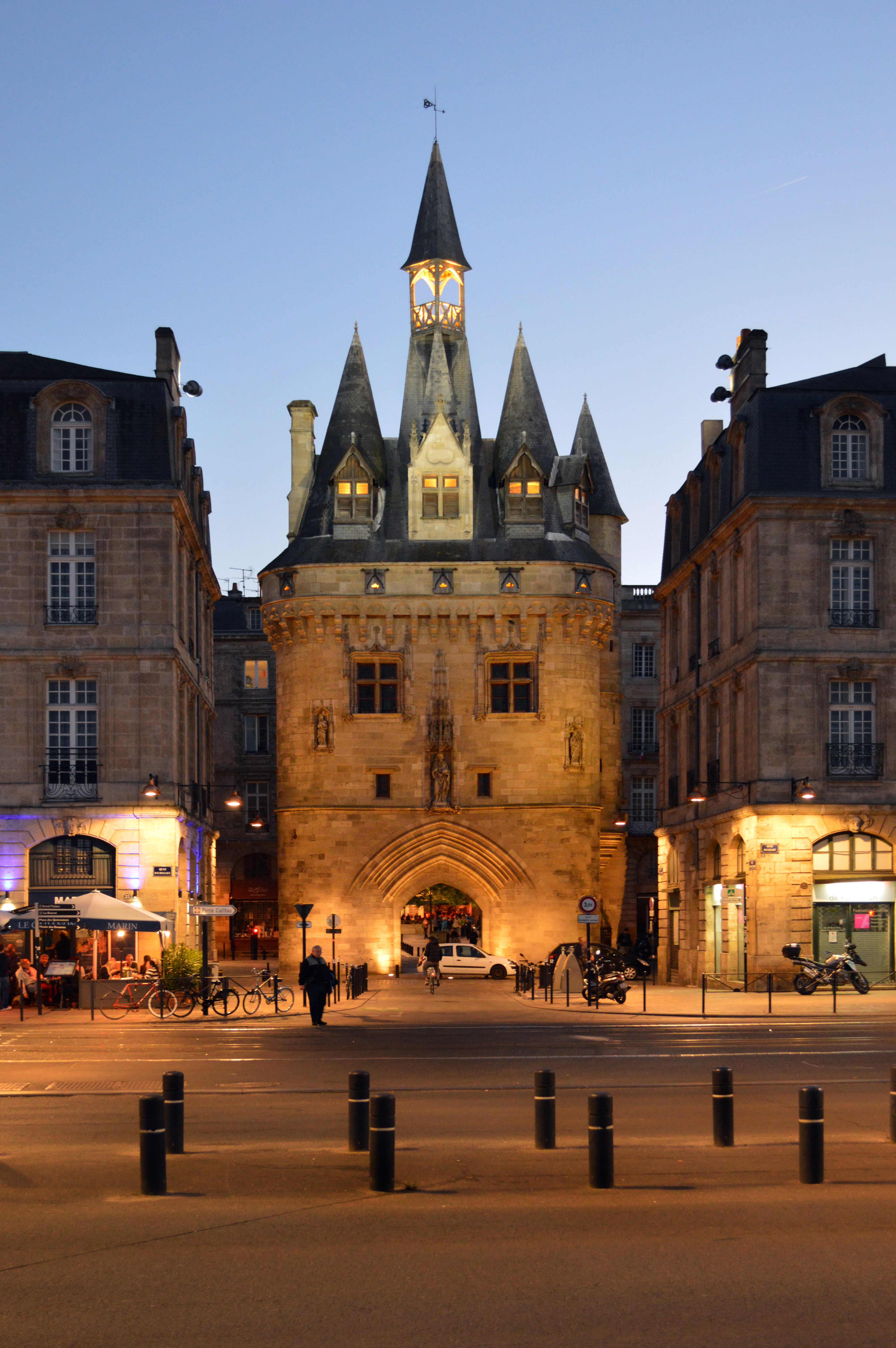
La porte Cailhau.

În urmă cu aproximativ 20 000 - 30 000 de ani, zona pe care se află amplasat orașul Bordeaux a fost locuită de către Omul de Neanderthal, a căror rămășite au fost găsite în faimoasa peșteră cunoscută sub numele de Pair-non-Pair, lângă Bourg sur Gironde, la nord de Bordeaux. Ca timp istoric, în preajma anului 300 î.Hr., un trib Celtic pe nume Bituriges Vivisci, ce au denumit așezarea Burdigala, probabil de origine Aquitaniană, s-au așezat aici. Numele de Bourde rămâne și astăzi denumirea râului ce traversează orașul.
Orașul a mai fost folosit de către romani în preajma anului 60 î. Hr., importanța comercială bazându-se pe resursele de staniu și plumb. Mai târziu, așezarea a devenit capitala Romei Aquitaniene, cu o mare înflorire în perioada Dinastiei Severane (Secolul al III-lea). În 276 a fost devastată de către Vandali. Alte devastări au fost provocate de aceeași Vandali în anul 409, apoi de Vizigoți în 414 și de Franci în 498, condamnând orașul la o perioadă de obscuritate.
La sfârșitul secolului al VI-lea, orașul revine la titlul de Scaun al țării și ca arhiepiscopie a Regatului Merovingian a Francilor, dar puterea regală a francilor nu a fost niciodată stăruitoare. Orașul a început să joace un rol de centru urban în zona regională a noului ducat franc format, Ducatul Vasconiei.
Orașul a fost jefuit de către trupele lui Abd er-Rahman în 732, după atacarea Ducelui Eudes la Bătălia de pe Garonne de lângă Bordeaux, după ce fostul a fost omorât în Lupta Tours-ului din 10 octombrie. În 736, ducele aquitanian Hunald va conduce o rebeliune, după moartea tatălui său, Eudes, la care Charles va răspunde prin trimiterea unei expediții ce va captura Bordeaux-ul.

## Geografie
Bordeaux este situat în apropiere de coasta Europeană cu Oceanul Atlantic, în sud-vestul Franței și nordul Regiunii Aquitania. Distanța dintre acest oraș și capitala statului, Paris, este de 500 de km. Bordeaux este construit pe o cotitură a râului Garonne și este divizat în două părți: Malul drept este partea de est, iar Malul stâng în partea de vest. Malul stâng este mult mai dezvoltat din punct de vedere istoric. Plasarea Bordeaux-ului pe Garonne face posibil accesul navelor de linie din port spre ocean. În același timp, malul stâng are adesea o altitudine scăzută, câteodată întâlnindu-se și zone mlăștinoase.

### Climat
Climatul orașului Bordeaux este oceanic; totuși, verile tind să fie mai calde, iar iernile să fie mai blânde decât în orice zonă cu același climat. Însă, ploile substanțiale din timpul verii sunt factorul pentru care climatul din zonă nu este mediteranean.
Iernile sunt blânde datorită predominanței vânturilor de vest venite dinspre Atlantic. Verile sunt lungi și calde datorită influenței Golfului Biscaya (temperaturile de suprafață ajung la 21 spre 22 °C sau 70 spre 72 °F. Temperatura medie a sezonului de iarnă este de 6.53 °C (43.75 °F), dar, recent, iernile au început să fie mai calde ca înainte. Temperatura medie a sezonului de vară este de 19.51 °C (67.12 °F), dar fiecare vară din deceniul ce a început în anul 2001 a depășit această medie. Vara lui 2003 a înregistrat o temperatură record cu o medie de temperatură de 23.3 °C (73.9 °F).

## Educație
- E-Artsup
- École pour l'informatique et les nouvelles technologies
- ESME Sudria
- Kedge Business School
- Universitatea Bordeaux I

## Orașe înfrățite
- Bristol, Anglia din 1947
- Lima, Peru din 1957
- Quebec City, Canada din 1962
- München, Germania din 1964
- Los Angeles, SUA din 1968
- Porto, Portugalia din 1978
- Fukuoka, Japonia din 1982
- Bilbao, Spania
- Madrid, Spania din 1984
- Ashdod, Israel din 1984
- Baku, Azerbaidjan din 1985
- Casablanca, Maroc din 1988
- Sankt Petersburg, Rusia din 1993
- Wuhan, China din 1998
- Oran, Algeria din 2003
- Zahlé, Liban din 2006

## Personalități

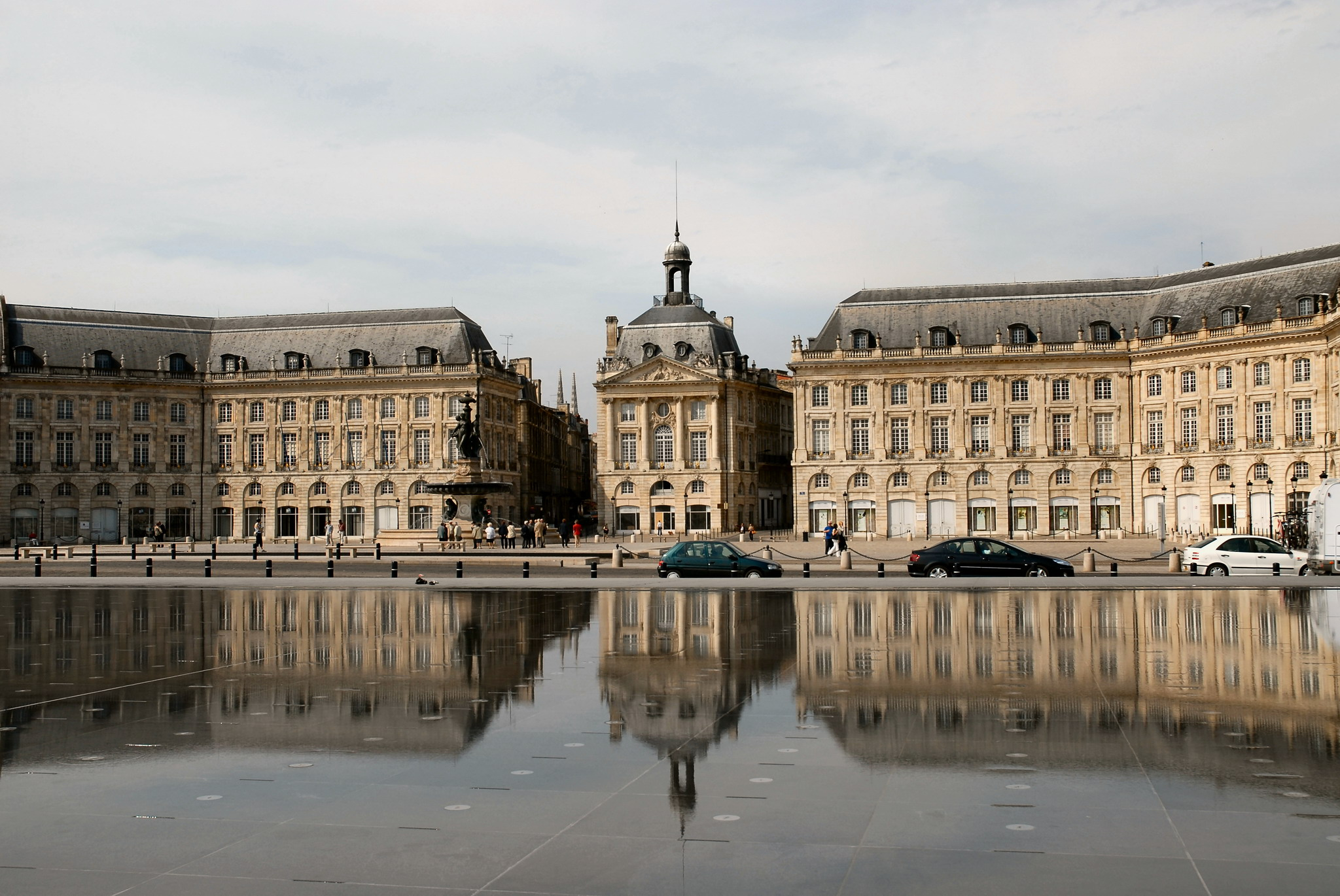
Bordeaux - Place de la Bourse

- Joseph Black (1728 - 1799), fizician scoțian;
- Pierre Marcel-Béronneau (1869 - 1937), pictor;
- Jean-René Cruchet (1875 - 1959), medic;
- Jean Anouilh (1910 - 1987), dramaturg;
- Gaëtan Picon (1915 - 1976), eseist, critic de artă;
- Jean-Joseph Sanfourche (1929 - 2010), pictor, sculptor;
- Boris Cyrulnik (n. 1937), neurolog, psihiatru;
- Victor Carles (n. 1998), actor.